# Vladimir Romașkin
Vladimir Ivanovici Romașkin sau Iovlani Olo (în erziană: Йовлань Оло, în rusă Владимир Иванович Ромашкин; n. 6 septembrie 1951, Ichalki⁠(d), Ichalkovsky District⁠(d), RSFS Rusă, URSS – d. 29 august 2002, Saransk, Mordovia, Rusia) a fost un folclorist, cercetător, muzician și creator de documentare de etnie mordivină, considerată o figură importantă în renașterea culturală a Erziei, Mokșei, și a poporului karatai. A creat, de asemenea, grupul muzical Toorama.

## Biografie
În 1975 Romașkin a finalizat cursurile secției de dirijori și cor a Școlii de Muzică din Saransk. Până în 1980 a lucrat în cadrul secției de dirijori și cor al Conservatorului din Kazan, iar în anul 1986 a urmat studii postuniversitare la MNIIYALIE (secția folcloric și artă). Din 1980 până în 1989 a fost un cercetător de folclor și artă la Institutul de Cercetări de Limba, Literatura și Istoria Mordoviei. În 1986 și-a publicat monografia „Despre unele trăsături ale muzicii populare Mordovieno-Karataeve” în care a descris folclorul poporului katarai din satele din RASS Tătară. Mai târziu, a devenit scenarist și regizor, contribuind la crearea documentarelor Karatau  și Istoki, precum și la  musicalul Toorama. Din 1990 până la moartea sa în 2002, Romașkin a fost profesor de muzică la Școala Națională de Cultură din Saransk.
Poate cea mai cunoscută realizare a lui Romașkin a fost aceea al creării grupului Toorama, din repertoriul căruia au făcut parte piese erziești, mokșești, și cântece ale poporului karatai.
- A primit titlul de Cavaler al Ordinului Crucii Sf. Maria pentru contribuția sa mare la dezvoltarea și promovarea popoarelor și culturii finno-ugrice în lume (7 martie 2001) [6]

## Muzeul Vladimir Romașkin

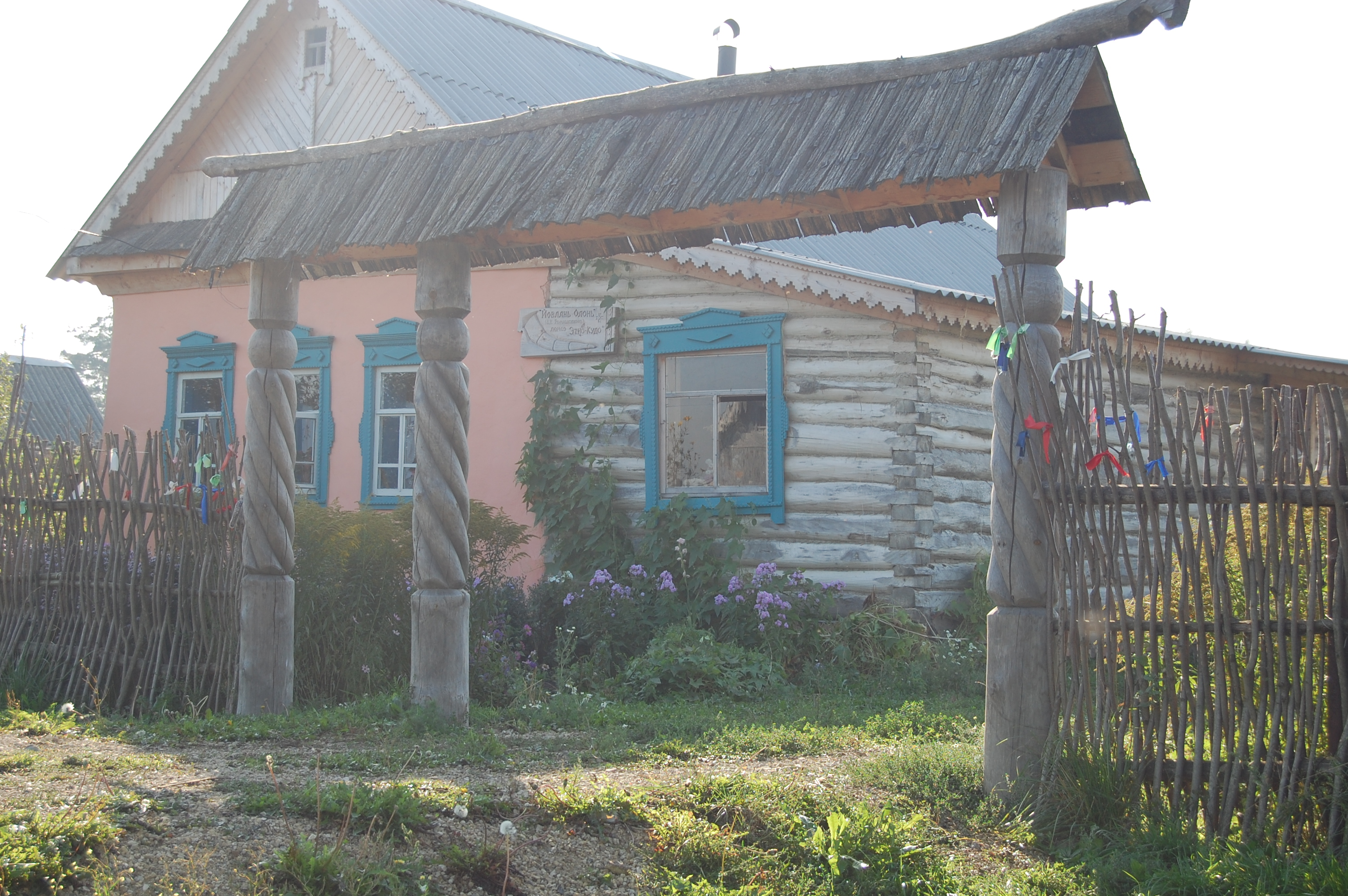
Muzeul Vladimir Romașkin

La 6 septembrie 2006, în cartierul Kociurovski din Mordovia, a fost deschis un muzeu dedicat lui Romașkin, numit „Ethno-Kudo”. În 1989, în timp ce era încă tânăr, a cumpărat casa în satul Podlesnaya Tavla.